# Assai (muziekterm)
Assai is een van oorsprong Italiaanse muziekterm die meestal betrekking heeft op het tempo waarin gespeeld moet worden. Het woord betekent veel en wordt gebruikt als toevoeging aan een tempo-aanduiding, zoals allegro (snel). Deze toevoeging wordt gebruikt als de tempo-aanduiding alleen onvoldoende aangeeft met welk tempo gespeeld moet worden. Allegro assai betekent bijgevolg erg snel of sneller dan allegro. 

## Andere toevoegingen aan een tempo-aanduiding
- molto (zeer)
- vivace, con brio, vivo (levendig)
- con moto (met beweging)
- mosso (levendig, bewogen)
- un poco (een beetje)
- poco a poco (beetje bij beetje, langzamerhand)
- moderato (gematigd)
- meno (minder)
- più (meer)
- quasi (bijna, ongeveer)
- troppo (te veel)
- allegro assai (zeer snel)